# Hutt Peak
Der Hutt Peak ist ein kleiner und spitzer Berggipfel im westantarktischen Marie-Byrd-Land. Mit einer Höhe von 2787 m ist er die höchste Erhebung des Mount Bursey-Massivs in der Flood Range.
Der United States Geological Survey kartierte ihn anhand eigener Vermessungen und Luftaufnahmen der United States Navy aus den Jahren von 1959 bis 1966. Das Advisory Committee on Antarctic Names benannte ihn 1974 nach Charles R. Hutt, Geodät bei der United States Coast Guard, der 1970 auf der Amundsen-Scott-Südpolstation geomagnetische und seismische Untersuchungen durchgeführt hatte.